# Neffes
Neffes é uma comuna francesa na região administrativa da Provença-Alpes-Costa Azul, no departamento de Altos-Alpes. Estende-se por uma área de 8,36 km². Em 2010 a comuna tinha 771 habitantes (densidade: 92,2 hab./km²).